# Snowboarder Magazine
Snowboarder Magazine es una revista dedicada al snowboard que se publica en forma impresa y en línea. La revista se inició en 1987. Cada año se publican cinco números, así como un anuario fotográfico y, además, guías de equipo y una guía turística.
En 2014, la revista lanzó su primera película en más de una década, The SnowboarderMovie: Prólogo protagonizado por una lista de riders aficionados.

## Premios Snowboarder
Los premios comenzaron el año 1999, galardonando a los rides del año, anunciando a los ganadores de cada categoría. Para el último evento del 2020 que celebra las películas, riders y partes de video que se han reducido desde el 1 de enero de 2019 hasta el 31 de diciembre de 2019, SNOWBOARDER ha ampliado la votación para incluir la mayor cantidad de votos obtenidos. Con más de 350 deportistas profesionales pasados, presentes y futuros emitiendo sus votos por las personas y los proyectos que más influyeron en la cultura Snowboard.
A continuación se presentan los ganadores de cada premio por año:

### Hombre del año
| Año  | Snowboardista   |
| ---- | --------------- |
| 2020 | Sage Kotsenburg |

### Mujer del año
| Año  | Snowboardista  |
| ---- | -------------- |
| 2020 | Jamie Anderson |

### Novato del año
| Año  | Snowboardista   |
| ---- | --------------- |
| 2020 | Cooper Whittier |

### Novata del año
| Año  | Snowboardista        |
| ---- | -------------------- |
| 2020 | Zoi Sadowski-Synnott |

### Video del año
| Año  | Snowboardista   | Video                |
| ---- | --------------- | -------------------- |
| 2020 | Jill Perkins    | Everybody, Everybody |
| 2020 | Sage Kotsenburg | Joy                  |

### Cortometraje del año
| Año  | Snowboardista         | Video                |
| ---- | --------------------- | -------------------- |
| 2020 | THE DUST BOX PRESENTS | Everybody, Everybody |

### Película del año
| Año  | Película | Director    | Snowboardistas destacados                      |
| ---- | -------- | ----------- | ---------------------------------------------- |
| 2020 | Joy      | Tyler Orton | Sage Kotsenburg, Redmond Gerard y Ben Ferguson |

### Mujer favorita por los fans
| Año  | Snowboardista |
| ---- | ------------- |
| 2020 | Jill Perkins  |

### Hombre favorito por los fans
| Año  | Snowboardista   |
| ---- | --------------- |
| 2020 | Luke Winkelmann |